# Сын (книга)
«Сын» (норв. Sønnen) — детективный криминальный роман 2014 года норвежского писателя Ю Несбё. Второй криминальный роман Несбё после «Охотников за головами», не входящий ни в одну серию.

## Сюжет
Сонни Лофтус отбывает срок за преступления, которых не совершал. В качестве оплаты он получает постоянный запас лекарств для удовлетворения своей зависимости. Его жизнь полностью меняется, когда он узнает правду о смерти своего отца.

## Создание
Несбё начал работу над романом во время Великой пятницы 2012 года. Сюжет вдохновлён Библией.

## Критика
Роман был положительно оценён критикой и читателями.

## Экранизация
Режиссёром мини-сериала HBO, основанном на романе, станет Дени Вильнёв, а продюсером — Джейк Джилленхол. Исполнительными продюсерами выступят Ю Несбё и Никлас Саломонссон. Также в создании сериала примут участие Джонатан Нолан и Лиза Джой.